# Гриценко Микола Олімпійович
Мико́ла Олі́мпійович Грице́нко  (11 (24) липня 1912, Ясинувата, Бахмутський повіт, Катеринославська губернія (нині Донецька область) — 8 грудня 1979, Москва) — український і радянський актор театру і кіно. Лауреат Державної премії СРСР (1952). Народний артист СРСР (1964). Лауреат Державної премії РРФСР імені К. С. Станіславського (1970). Брат акторки Лілії Гриценко.

## Життєпис
Закінчив училище при МАДТ ім. Є. Б. Вахтангова (1940) (нині — Театральний інститут імені Бориса Щукіна).
У 1937—1941 і 1942—1979 рр. працював у Державному академічному театрі ім. Є. Вахтангова (Москва). Один з провідних майстрів сцени.
Багато знімався у кінофільмах (зокрема, «Старовинний водевіль» (1946), «Анна Кареніна» (1967, Олексій Олександрович Каренін), «Земля Саннікова» (1973), «Два капітани» (1976, Микола Антонович Татаринов).
Зіграв у низці українських картин: «Доля Марини» (1953), «Два роки над прірвою» (1966), «Веселі Жабокричі» (1971).
Помер в Москві. Похований на Новодівичому кладовищі.

## Фільмографія
1. 1942: «Машенька» (Коля)
2. 1946: «Старовинний водевіль» (Антон Петрович Фадєєв, гусар)
3. 1950: «Кавалер Золотої Зірки» (Олексій Степанович Артомашов, голова колгоспу)
4. 1951: «Прощавай, Америко!» (Арманд Хауорд)
5. 1953: «Вихори ворожі» (Шредер)
6. 1953: «Доля Марини» (Терентій)
7. 1954: «Велика родина» (завідувач клубом Веніамін Семенович)
8. 1954: «Шведський сірник» (Псеков, керуючий Кляузова)
9. 1955: «Дорога» (Іван Олексійович, капітан держбезпеки)
10. 1959: «Ходіння по муках» («Сестри», «Вісімнадцятий рік», «Похмурий ранок») (Рощин)
11. 1959: «Фуртуна» (полковник Перкінс)
12. 1961: «Бар'єр невідомості» (Лагін Вадим Семенович)
13. 1961: «Вільний вітер» (Георг Стан)
14. 1963: «Щур на підносі» (господар)
15. 1964: «Російський ліс» (академік Олександр Грацианський)
16. 1964: «Мати і мачуха» (Федір Антонович Журбенко (голова колгоспу))
17. 1966: «Два роки над прірвою» (Міллер)
18. 1966: «Людина без паспорта» (Петро Ізмайлов)
19. 1967: «Анна Кареніна» (Олексій Олександрович Каренін)
20. 1967: «Місця тут тихі» (Савелій Петрович Фисюк, полковник)
21. 1968: «Журавушка» (Василь Купріянович Маркелов, голова колгоспу)
22. 1969: «Ад'ютант його високоповажності» (Вікентій Павлович Сперанський, керівник київського білого підпілля)
23. 1969: «Сімейне щастя» (Дмитро Йосипович Ваксін)
24. 1969: «Я, Франциск Скорина...» (барон Рейхенберг)
25. 1970: «Розв'язка» (Олександр Петрович Терехов, вчитель малювання)
26. 1971: «Веселі Жабокричі» (Василь Миронович, старшина)
27. 1973: «Земля Санникова» (Трифон Степанович Перфільєв, золотопромисловець)
28. 1973: «Сімнадцять миттєвостей весни» (генерал у вагоні поїзда)
29. 1973: «Таланти і шанувальники» (князь Іраклій Саратонич Дулєбов)
30. 1973: «Людина в штатському» (барон Еріх Остен-Фельзен, полковник Генштабу)
31. 1973: «Чорний принц» (Ананій Дмитрович Митников, старший товарознавець)
32. 1974: «Час її синів» (Антон Трохимович Гуляєв, старший із братів, бригадир колгоспу, депутат)
33. 1976: «Життя і смерть Фердинанда Люса» (Фрідріх Дорнброк)
34. 1976: «Злочин» (Петро Єгорович, батько Надії)
35. 1976: «Два капітани» (Микола Антонович Татаринов)
36. 1978: «Бунтівна барикада» (прокурор)
37. 1978: «Отець Сергій» (генерал Коротков, чоловік Мері)
38. 1978: «Засланець № 011» (Варламцев, лікар)